# Point Venture (Texas)
Point Venture es una villa ubicada en el condado de Travis en el estado estadounidense de Texas. En el Censo de 2010 tenía una población de 800 habitantes y una densidad poblacional de 164,91 personas por km².

## Geografía
Point Venture se encuentra ubicada en las coordenadas 30°23′3″N 97°59′54″O / 30.38417, -97.99833. Según la Oficina del Censo de los Estados Unidos, Point Venture tiene una superficie total de 4.85 km², de la cual 2.2 km² corresponden a tierra firme y (54.62%) 2.65 km² es agua.

## Demografía
Según el censo de 2010, había 800 personas residiendo en Point Venture. La densidad de población era de 164,91 hab./km². De los 800 habitantes, Point Venture estaba compuesto por el 94.63% blancos, el 0.88% eran afroamericanos, el 0.25% eran amerindios, el 1% eran asiáticos, el 0% eran isleños del Pacífico, el 2.13% eran de otras razas y el 1.13% pertenecían a dos o más razas. Del total de la población el 8.25% eran hispanos o latinos de cualquier raza.